# Hilary Barte
Hilary Barte (Chatsworth, 17 november 1988) is een voormalig tennisspeelster uit de Verenigde Staten van Amerika. Op zesjarige leeftijd ging zij tennissen, met haar vader en oudere broer. Daarnaast speelde zij in haar jeugd ook nog basketball.
Zij studeerde aan de Harvard-Westlake High School en daarna aan de Stanford-universiteit.

## Loopbaan

### Enkelspel
Barte debuteerde in 2006 op het ITF-toernooi van Rockford (VS). Zij stond in 2007 voor het eerst in een finale, op het ITF-toernooi van Obregón (Mexico) – hier veroverde zij haar enige titel, door de Mexicaanse Erika Clarke te verslaan.
In 2009 speelde Barte voor het eerst op een WTA-hoofdtoernooi, op het toernooi van Stanford, uitgenodigd middels een wildcard. Ook in 2010 en 2011 nam zij aan dit WTA-toernooi deel. Nooit kwam zij voorbij de eerste ronde.

### Dubbelspel
Barte was minder actief in het dubbelspel. Zij debuteerde in 2006 op het ITF-toernooi van Rockford (VS), samen met landgenote Megan Alexander. Zij stond in 2007 voor de enige keer in een finale, op het ITF-toernooi van Darmstadt (Duitsland), samen met de Duitse Tatjana Priachin – zij verloren van het duo Katsjarina Dzehalevitsj en Monica Niculescu.
In 2007 kreeg Barte, samen met landgenote Alexandra Mueller, een wildcard voor het dubbelspeltoernooi van het US Open.
In 2009 speelde Barte voor het eerst op een WTA-hoofdtoernooi, op het toernooi van Stanford – samen met landgenote Lindsay Burdette had zij een wildcard gekregen.
In 2010 en 2011 (in mei) won zij de dubbelspeltitel van het Amerikaanse college- en universiteitstennis georganiseerd door de NCAA, de eerste keer samen met Lindsay Burdette, daarna met diens jongere zuster Mallory.
Ook in 2010 en 2011 speelde Barte op het Amerikaanse grandslamtoernooi, nu met landgenote Mallory Burdette – bij haar laatste deelname wist zij een partij te winnen en de tweede ronde te bereiken. Na dit toernooi nam zij afscheid van de professionele tennissport.

## Posities op deWTA-ranglijst
Positie per einde seizoen:
| jaar | rang enkelspel | rang dubbelspel |
| ---- | -------------- | --------------- |
| 2006 | 874            | –               |
| 2007 | 488            | 585             |
| 2008 | 961            | –               |
| 2009 | 983            | 1027            |
| 2010 | 909            | –               |
| 2011 | –              | 337             |

## Resultaten grandslamtoernooien
| Legenda | Legenda                          |
| ------- | -------------------------------- |
| g.t.    | geen toernooi gehouden           |
| l.c.    | lagere categorie                 |
| –       | niet deelgenomen                 |
| G       | uitgeschakeld in de groepsfase   |
| 1R      | uitgeschakeld in de eerste ronde |
| 2R      | uitgeschakeld in de tweede ronde |
| 3R      | uitgeschakeld in de derde ronde  |
| 4R      | uitgeschakeld in de vierde ronde |
| KF      | uitgeschakeld in de kwartfinale  |
| HF      | uitgeschakeld in de halve finale |
| F       | de finale verloren               |
| W       | het toernooi gewonnen            |
| w-v     | winst/verlies-balans             |

### Vrouwendubbelspel
| toernooi        | 2007 |    | 2010 | 2011 |
| --------------- | ---- | -- | ---- | ---- |
| Australian Open | –    | –  | –    |      |
| Roland Garros   | –    | –  | –    |      |
| Wimbledon       | –    | –  | –    |      |
| US Open         | 1R   | 1R | 2R   |      |